# Bulldogs de Yale
Les Bulldogs de Yale  sont un club omnisports universitaire de l'Université Yale dans le Connecticut. Les équipes des Bulldogs participent aux compétitions universitaires organisées par la National Collegiate Athletic Association. Yale fait partie de la division Ivy League.
Yale n'offrant plus de bourses pour ses sportifs, les résultats ne sont plus comparables avec ceux enregistrés dans le passé. Ceci est particulièrement valable en football américain et en basket-ball, disciplines dans lesquelles Yale domina longtemps les débats aux États-Unis, tandis qu'aujourd'hui Yale se contente de faire de la figuration dans ces deux sports. Walter Camp, surnommé le « père du football américain » fut élève à Yale de 1876 à 1880 puis entraîneur des Bulldogs.
L'aviron est pratiqué à Yale depuis 1852. Sa grande rivale dans cette discipline est Harvard, contre laquelle la première course universitaire eut lieu en 1852 sur le lac Winnipesaukee.